# Tatiana Hernández
Tatiana Hernández (Santa Cruz de Tenerife, 1968) és una dissenyadora de vestuari de cinema espanyola.
Marxà a Madrid per estudiar imatge i so a la Facultat de Ciències de la Informació a la Universitat Complutense de Madrid, alhora que estudiava disseny de vestuari de cinema i televisió i disseny de producció. Va començar a treballar en vestuari, teatre, curtmetratges i publicitat. Va debutar com a dissenyadora de vestuari cinematogràfic el 1996 amb el curtmetratge Esposados de Juan Carlos Fresnadillo. Amb aquest director debutaria el 2001 en el seu primer llargmetratge Intacto. El 2004 fou nominada per primer cop al Goya al millor disseny de vestuari pel seu treball a Mortadel·lo i Filemó. El 2011 va obtenir el Goya al millor disseny de vestuari pel seu treball a Lope i fou nominat al Gaudí al millor vestuari per la mateixa pel·lícula.
Fou nominada novament al Goya al millor disseny de vestuari pels seus treballs a Los amantes pasajeros (2014), El Niño (2015) i Oro (2017). El 2020 va rebre el premi Ricardo Franco del Festival de Màlaga per la seva trajectòria.
És membre de l'Acadèmia de les Arts i les Ciències Cinematogràfiques d'Espanya en la seva especialitat, i també de l'Associació de dones cineastes i de mitjans audiovisuals.

## Filmografia
- Intacto (2001)
- Noche de Reyes (2001)
- Mortadel·lo i Filemó (2003)
- Incautos (2004)
- El joc de la veritat (2004)
- La vida secreta de les paraules (2005)
- Cándida (2006)
- El rey de la montaña (2007)
- Camino (2008)
- El patio de mi cárcel (2008)
- Gordos (2009)
- El mal ajeno (2010)
- Intruders (2011)
- Lope (2012)
- La gran familia española (2013)
- Los amantes pasajeros (2013)
- El Niño (2014)
- Las ovejas no pierden el tren (2014)
- Oro (2017)
- El cuarderno de Sara (2018)
- Yucatán (2018)
- Taxi a Gibraltar (2019)
- Los Japón (2019)